# Даріо Мучотріго
Даріо Мучотріго (ісп. Darío Muchotrigo, нар. 17 грудня 1970, Ліма) — перуанський футболіст, що грав на позиції нападника за низку перуанських та іноземних клубних команд, а також за національну збірну Перу. По завершенні ігрової кар'єри — тренер.

## Клубна кар'єра
Народився 17 грудня 1970 року в Лімі. Вихованець футбольної школи клубу «Альянса Ліма». Дорослу футбольну кар'єру розпочав 1991 року в основній команді того ж клубу, в якій провів п'ять сезонів.
1996 року був запрошений до мексиканського клубу «Текос». У Мексиці не заграв і наступного року повернувся на батьківщину, де приєднався до команди «Хуан Ауріч».
Протягом 1998–2001 років грав у Греції за «Іонікос». Згодом протягом 2000-х років встиг пограти за цілу низку перуанських команд, а також у США за «Шарлотт Іглз» та в Колумбії за «Депортіво Перейра».

## Виступи за збірну
1993 року дебютував в офіційних матчах у складі національної збірної Перу.
У складі збірної був учасником розіграшу Кубка Америки 1993 року в Еквадорі та розіграшу Кубка Америки 2001 року в Колумбії.
Загалом протягом дев'ятирічної кар'єри в національній команді провів у її формі 24 матчі, забивши 1 гол.

## Кар'єра тренера
Розпочав тренерську кар'єру невдовзі по завершенні кар'єри гравця, 2010 року, увійшовши до тренерського штабу клубу «Універсітаріо де Депортес».
2014 року став асистентом головного тренера команди «Мельгар».